# Alvoorder
Alvoorder was een Belgisch tweemaandelijks tijdschrift dat verscheen tussen 1900 en 1901. Het blad werd uitgegeven door drukker J.B. Madou uit Antwerpen. Oprichter en hoofdredacteur was Willem Elsschot. 

## Geschiedenis
Het tijdschrift werd opgericht op initiatief van Willem Elsschot (toen nog als Alfons de Ridder), Ary Delen en Jan Van Nijlen,  Inspiratie vonden ze bij hun leraar op het koninklijk atheneum Antwerpen, Pol de Mont en de Tachtigers. De Alvoorder had een vrij progressieve, licht anarchistische inslag. 
Onder de redacteurs bevonden zich Herman Teirlinck en Lode Baekelmans. Voorts hoorden ook Reimond Speleers, Karel van den Oever, Flor en Walter Vaes, Ary Delen, René Leclercq, Jef Beuckeleers, Jan Jacobs en Jan Eelen tot de redactie.
Lijst van tijdschriften in België